# Franz Fischer (SS-Mitglied, 1896)
Franz Fischer (* 4. Januar 1896 in Nürnberg; † 26. Juli 1983 in Stein) war ein deutscher Offizier, zuletzt SS-Brigadeführer.

## Leben
Fischer nahm als Angehöriger der Bayerischen Armee am Ersten Weltkrieg teil und wurde mehrfach ausgezeichnet. Nach Kriegsende betätigte er sich in einem Freikorps und später bei der Reichswehr.
Franz Fischer trat zum 1. Februar 1929 der NSDAP (Mitgliedsnummer 112.226) und im Januar 1930 der SS (SS-Nummer 2.874) bei. Über die klassischen Stufen Untersturmführer (1931), Hauptsturmführer (1932), Sturmbannführer (1933), Obersturmbannführer (1933) und Standartenführer (1934) stieg Fischer bis zum SS-Oberführer auf. Als solcher wurde er am 13. September 1936 ernannt. Damals war er an den Stab des SS-Oberabschnittes „Elbe“ kommandiert. Während des Zweiten Weltkrieges war er von September 1939 bis Januar 1945 Stabsführer des SS-Oberabschnittes „Main“ in Nürnberg. Fischer wurde im November 1942 zum Brigadeführer befördert.
Der SS-Oberführer Otto Borchert war sein Schwiegersohn.

## Auszeichnungen
- Eisernes Kreuz (1914) II. und I. Klasse
- SS-Ehrendegen
- SS-Ehrenring